# ジェネZZ
『ジェネZZ』（ジェネゼ）は、2022年4月5日から2024年9月24日までBAYFMにて毎週火曜日23時30分から23時57分に放送されていた音楽情報番組である。
2021年4月4日から2022年3月27日までbayfm（現 BAYFM）にて毎週日曜日22時30分から22時57分に放送されていた『ジェネZ』（ジェネゼ）のリニューアル番組にあたる。

## 概要
Z世代（ジェネレーションZ）に向けて様々なエンタメ情報を提供するラジオ番組である。
番組構成はDJ（パーソナリティ）の森本晋太郎（トンツカタン）と吉川ひより（超ときめき♡宣伝部）（『ジェネZ』時代は蟹沢萌子（≠ME））の近況報告や様々な話題に対するフリートークを冒頭に行い、ゲストコーナーでゲストを交えたトークを行う。また、様々なアーティストの新曲などを紹介するコーナーもあり、アーティストから寄せられたコメントとともに紹介する。
2021年4月4日に『ジェネZ』というタイトルで番組が開始された。森本晋太郎（トンツカタン）と蟹沢萌子（≠ME）がDJとして出演していたが、2022年3月27日に蟹沢萌子が番組から卒業した。
2022年4月5日から放送曜日が毎週日曜日から毎週火曜日に変更され、放送時間が1時間繰り下がった。また同日より新たなDJに吉川ひより（超ときめき♡宣伝部）を迎え、番組名が『ジェネZZ』に変更された。
『ジェネZZ』へのリニューアルより番組公式ポッドキャストにて未公開トーク、アフタートークなどが配信されている。
2024年9月10日放送回にて同年9月をもって番組が終了することが伝えられ、2024年9月24日放送回をもって番組が終了した。

## 出演者
『ジェネZ』
- DJ：森本晋太郎（トンツカタン）、蟹沢萌子（≠ME）[2]

『ジェネZ』番組内では森本晋太郎は「モーリー」、蟹沢萌子は「萌ジロー」と呼ばれていた。
『ジェネZZ』
- DJ：森本晋太郎（トンツカタン）、吉川ひより（超ときめき♡宣伝部）[1]

『ジェネZZ』番組内では森本晋太郎は「もりもっさん」、吉川ひよりは「ひよっさん」と呼ばれていた。

## スタッフ
- 制作会社：株式会社MARON[1][2]

## 備考
- 2023年4月4日放送回のゲストとしてコレサワが出演した[10]。コレサワの大ファンであるDJの吉川ひより（超ときめき♡宣伝部）がコレサワに楽曲提供を番組内でお願いした結果、超ときめき♡宣伝部に「最上級にかわいいの!」が提供された[11][12]。「最上級にかわいいの!」は2024年9月時点でTikTok総再生回数が12億回を超えるほどバズり[13]、「最上級にかわいいの!」の作詞によりコレサワは第66回日本レコード大賞の作詩賞を受賞した[14]。